# Franz Schlemminger
Franz Georg Schlemminger (* 30. Dezember 1875 in Berlin; † 27. Juni 1946) war ein brandenburgischer SPD-Politiker und Landrat des Kreises Niederbarnim.

## Leben
Franz Schlemminger war Tischler in Berlin. Schlemminger wohnte seit 1924 in Petershagen in der Donaustraße 3.

## Landrat des Niederbarnim
Schlemminger wurde am 15. Mai 1920 vom Kreisausschuss zum Landrat des Landkreises Niederbarnim gewählt. Er folgte Joachim von Bredow nach. Kurz zuvor war Schlemminger als kommissarischer Landrat in Oranienburg gewesen, wo er einen Aufruhr gegen den dortigen Bürgermeister auflösen konnte.